# Södregöl (Tvings socken, Blekinge)
Södregöl är en sjö i Karlskrona kommun i Blekinge och ingår i Nättrabyåns huvudavrinningsområde.